# Camellia intermedia
Camellia intermedia là một loài thực vật có hoa trong họ Theaceae. Loài này được (Tuyama) Nagam. mô tả khoa học đầu tiên năm 2006.